# Massicus venustus
Massicus venustus là một loài bọ cánh cứng trong họ Cerambycidae.